# Northwest Trek Wildlife Park
Koordinaten: 46° 49′ 17″ N, 122° 59′ 4″ W
Der Northwest Trek Wildlife Park ist ein zooähnliches Tierreservat, das sich in Eatonville im US-Bundesstaat Washington befindet. Es ist bei der Association of Zoos and Aquariums (AZA) akkreditiert und auf die Haltung heimischer Tiere spezialisiert.

## Geschichte
Im Jahr 1971 spendeten David Hellyer und seine Frau Connie ein Stück Land, das ein Wildtierpark werden sollte, an die Gesellschaft Metro Parks Tacoma. Nach vier Jahren gründlicher Mittelbeschaffung und Planung wurde das Gelände als Northwest Trek Wildlife Park am 17. Juli 1975 offiziell eröffnet. 2005 erwarb Metro Parks Tacoma ein weiteres Gelände am nördlichen Ende des Parks, um das Gebiet vor der Ausbreitung von Wohngebieten zu schützen. Die Finanzierung des Northwest Trek Wildlife Parks erfolgt vollständig durch eine Kombination aus Umsatzsteuereinnahmen, Regierungszuschüssen, Spenden, Eintrittsgeldern und Einnahmen aus dem Verkauf von Nahrungsmitteln und Souvenirs. Die Northwest Trek Foundation, eine im US-Bundesstaat Washington registrierte gemeinnützige Organisation, die Naturschutz, Bildung und Erholung durch die Ausstellung einheimischer Wildtiere in ihren Lebensräumen fördert, unterstützt den Northwest Trek Wildlife Park ebenfalls.

## Tierbestand
Im Northwest Trek Wildlife Park werden ca. 40 nahezu ausschließlich in Nordamerika vorkommende Tierarten gehalten, dazu zählen folgende Säugetierarten: Grizzlybär (Ursus arctos horribilis), Amerikanischer Schwarzbär (Ursus americanus), Puma (Puma concolor), Kanadischer Luchs (Lynx canadensis), Wolf (Canis lupus), Kojote (Canis latrans), Rotfuchs (Vulpes vulpes), Amerikanischer Bison (Bos bison), Nordamerikanischer Baumstachler (Erethizon dorsatum), Elch (Alces alces), Roosevelt-Wapiti (Cervus canadensis roosvelti), Karibu (Rangifer tarandus), Columbia-Schwarzwedelhirsch (Odocoileus hemionus  columbianus), Schneeziege (Oreamnos americanus), Dickhornschaf (Ovis canadensis), Fischermarder (Pekania pennanti), Nordamerikanischer Fischotter (Lontra canadensis), Silberdachs (Taxidea taxus), Streifenskunk (Mephitis mephitis) sowie Vielfraß (Gulo gulo). An Vogelarten leben im Northwest Trek Wildlife Park beispielsweise Weißkopfseeadler (Haliaeetus leucocephalus), Truthahngeier (Cathartes aura), Schneeeule (Bubo scandiacus) und Trompeterschwan (Cygnus buccinator). Im Cheney Family Discovery Center sind verschiedene Reptilen- und Amphibienarten zu besichtigen.

## Besuchs- und Bildungsprogramme
Zur Beobachtung der Tiere ist es für Besucher möglich, das Gelände zu Fuß oder mit dem Auto zu erkunden. Als Wild Live Premier-Tour wird eine Fahrt durch den Park angeboten, die im eigenen Pkw durchgeführt werden kann. Eine Reservierung ist erforderlich, da die Touren auf 15 registrierte Fahrzeuge begrenzt sind. Ein Mitarbeiter des Parks führt die angemeldete Autokarawane dann durch das Gelände. Als Alternative fahren Ranger im Rahmen einer Keeper Adventure Tour die Besucher in offenen Jeeps durch den Park. Auf ca. acht Kilometer langen Wanderwegen können einige Bereiche des Parks außerdem zu Fuß begangen werden. Für Kinder stehen umfangreiche Spiel- und Klettermöglichkeiten sowie ein Streichelzoo zur Verfügung.
Interessenten, die das Reservat nicht vor Ort besuchen, haben die Möglichkeit, Informationen über die Tierwelt des Northwest Trek Wildlife Parks über die Online Wildlife Academy zu erhalten oder können an Videokonferenzen teilnehmen.

## Arterhaltungs- und Schutzprogramme
Der Northwest Trek Wildlife Park ist auch bei Arterhaltungs- und Schutzprogrammen aktiv. Folgende Programme werden besonders intensiv verfolgt:
- Gemeinsam mit dem Washington Department of Fish and Wildlife und weiteren Organisationen beteiligt sich der Park an der Erforschung der Ursachen und Behandlung des White-Nose-Syndroms, einer für Fledermäuse (Microchiroptera) tödlichen Pilzkrankheit, der bereits Millionen von Fledermäusen im Osten Nordamerikas zum Opfer gefallen waren. Es werden Daten über Fledermauskolonien gesammelt und Möglichkeiten gesucht, wie die Verbreitung der Krankheit vermindert werden kann.
- Aufgrund von Entwaldung durch Urbanisierung und Nachfrage nach ihrem seidigen Fell, hatten Pelztierjäger den Fischermarder im US-Bundesstaat Washington zum Aussterben gebracht. Die Art ist in den kanadischen Provinzen British Columbia und Alberta noch zahlreich und wird nun auch wieder in Washington ausgewildert.
- Der selten gewordene Northern Leopard Frog (Leopardfrosch (Lithobates pipiens)) bewohnte einst große Gebiete in Washington, ist inzwischen jedoch sehr selten geworden. Die Art wird im Northwest Trek Wildlife Park aus Eiern aufgezogen und wieder in ihren ursprünglichen Lebensraum entlassen.
- Der Trompeterschwan verschwand aus dem Mittleren Westen der USA aufgrund von Bejagung und dem Verlust des Lebensraums im 19. Jahrhundert. Der Northwest Trek Wildlife Park hat eine Schlüsselrolle zur Wiederansiedlung übernommen und es wurden bereits viele im Park geschlüpfte Schwäne erfolgreich ausgewildert.[1]

## Galerie
Die folgende Bildreihe zeigt einige Tiere aus dem Bestand des Northwest Trek Wildlife Parks.

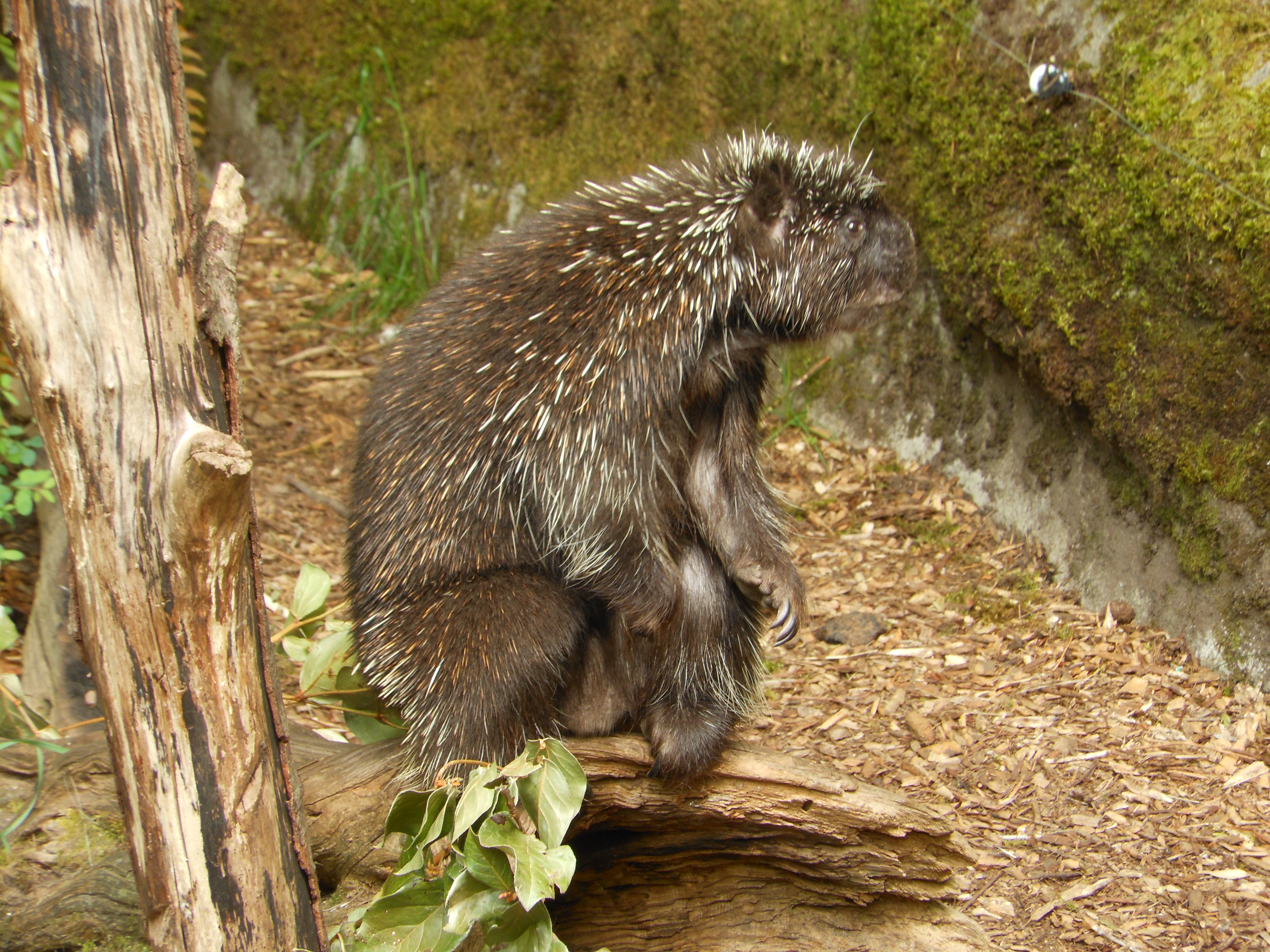
Nordamerikanischer Baumstachler
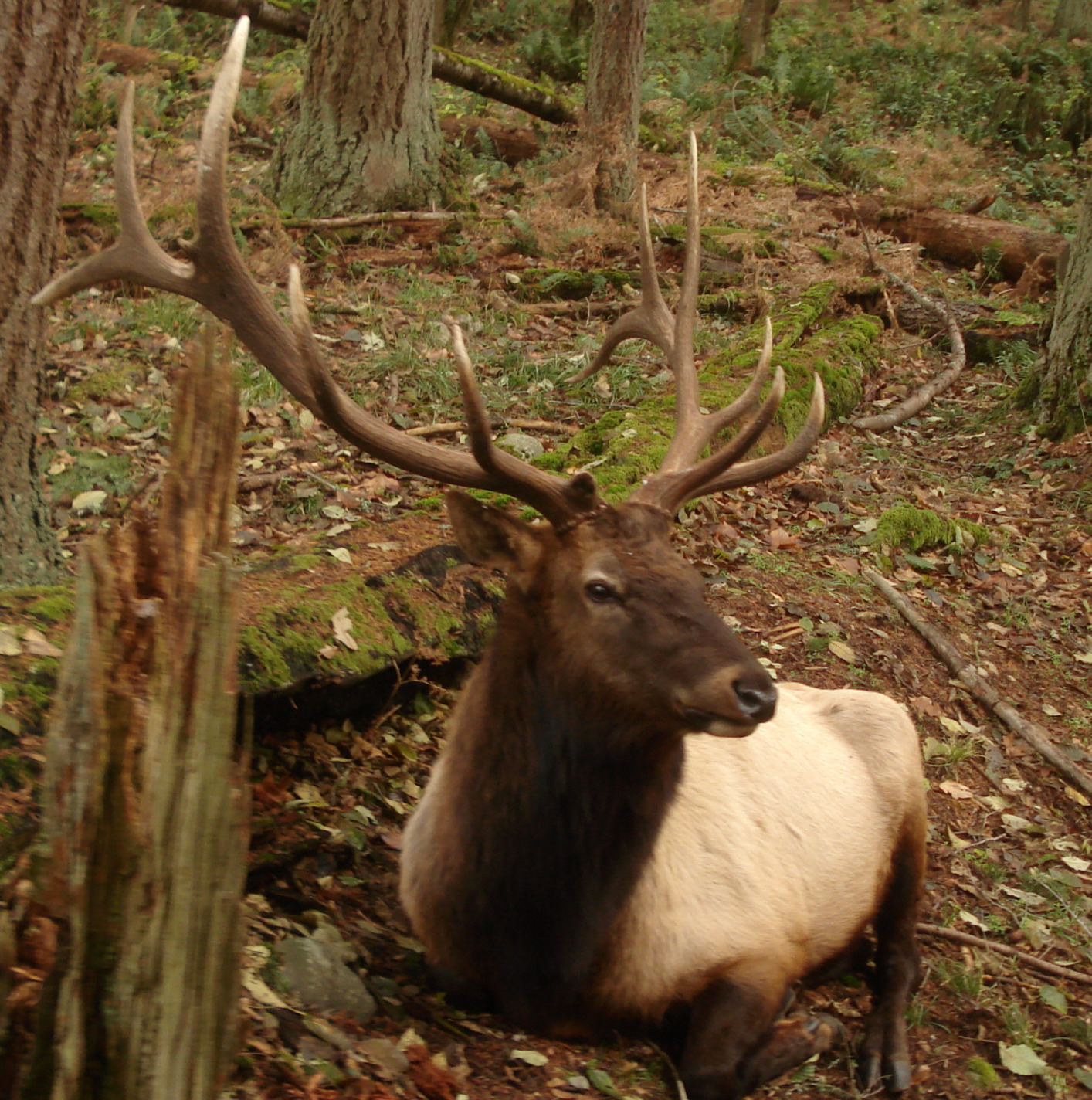
Roosevelt-Wapiti
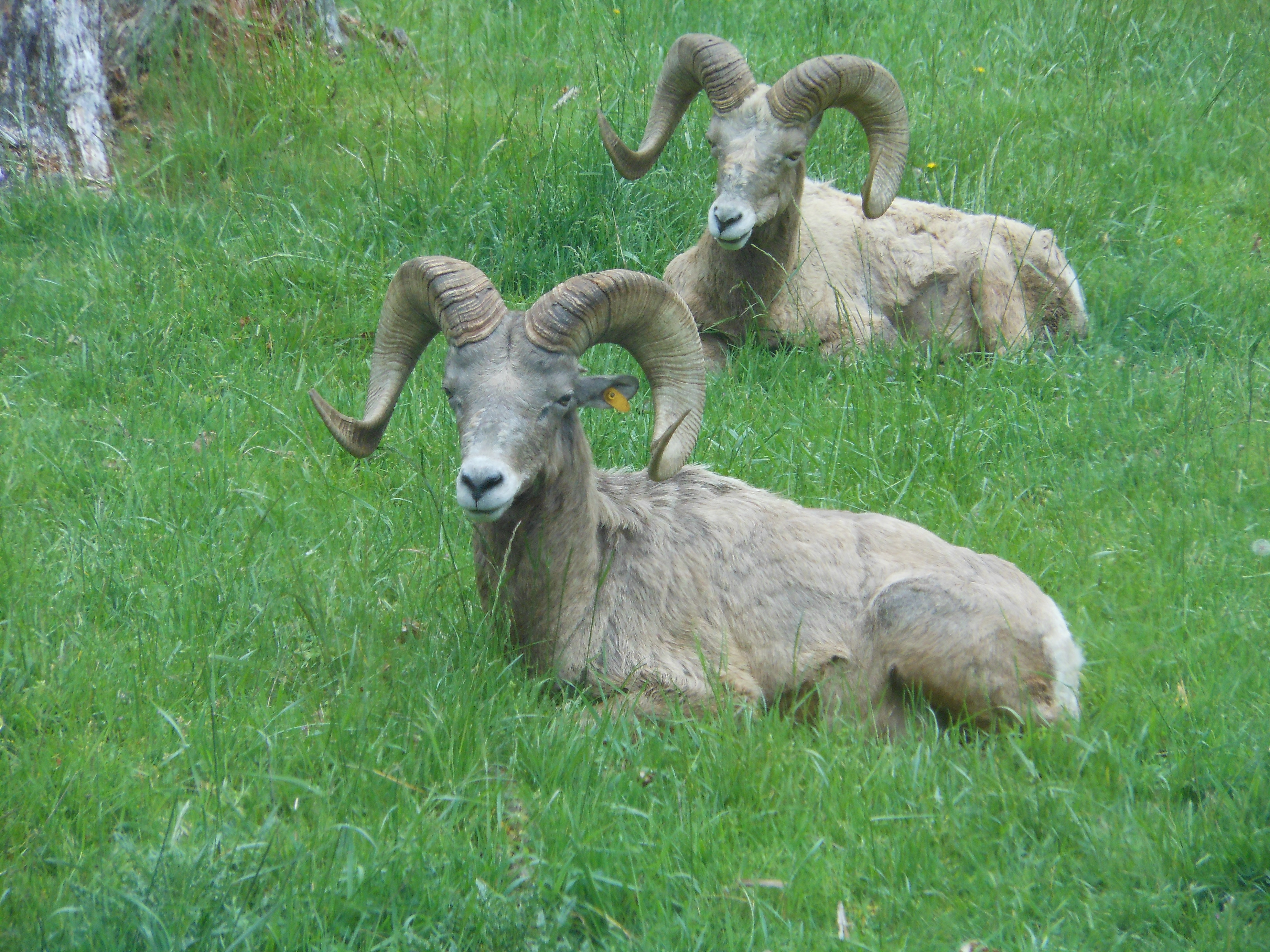
Dickhornschafe
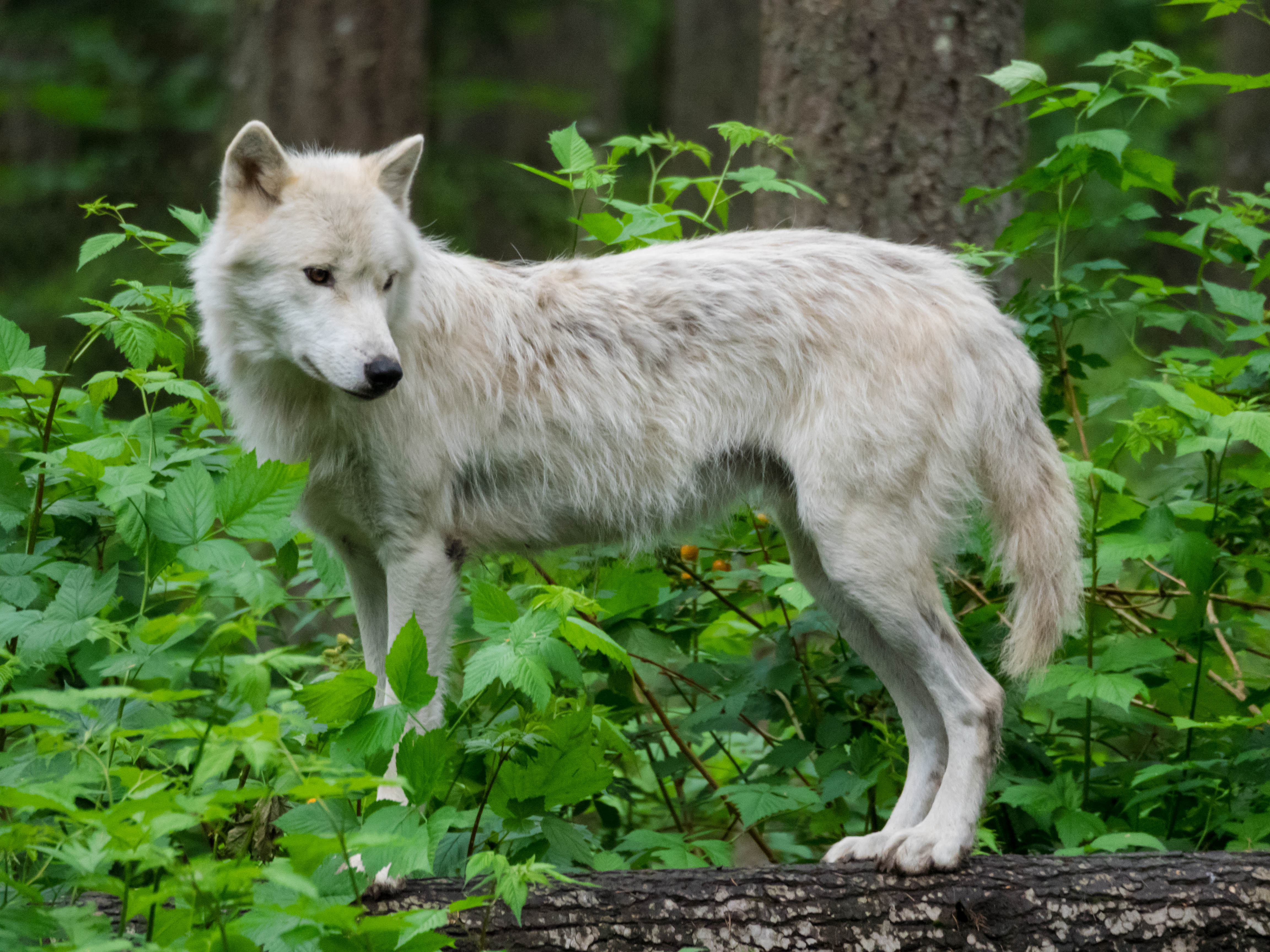
Wolf
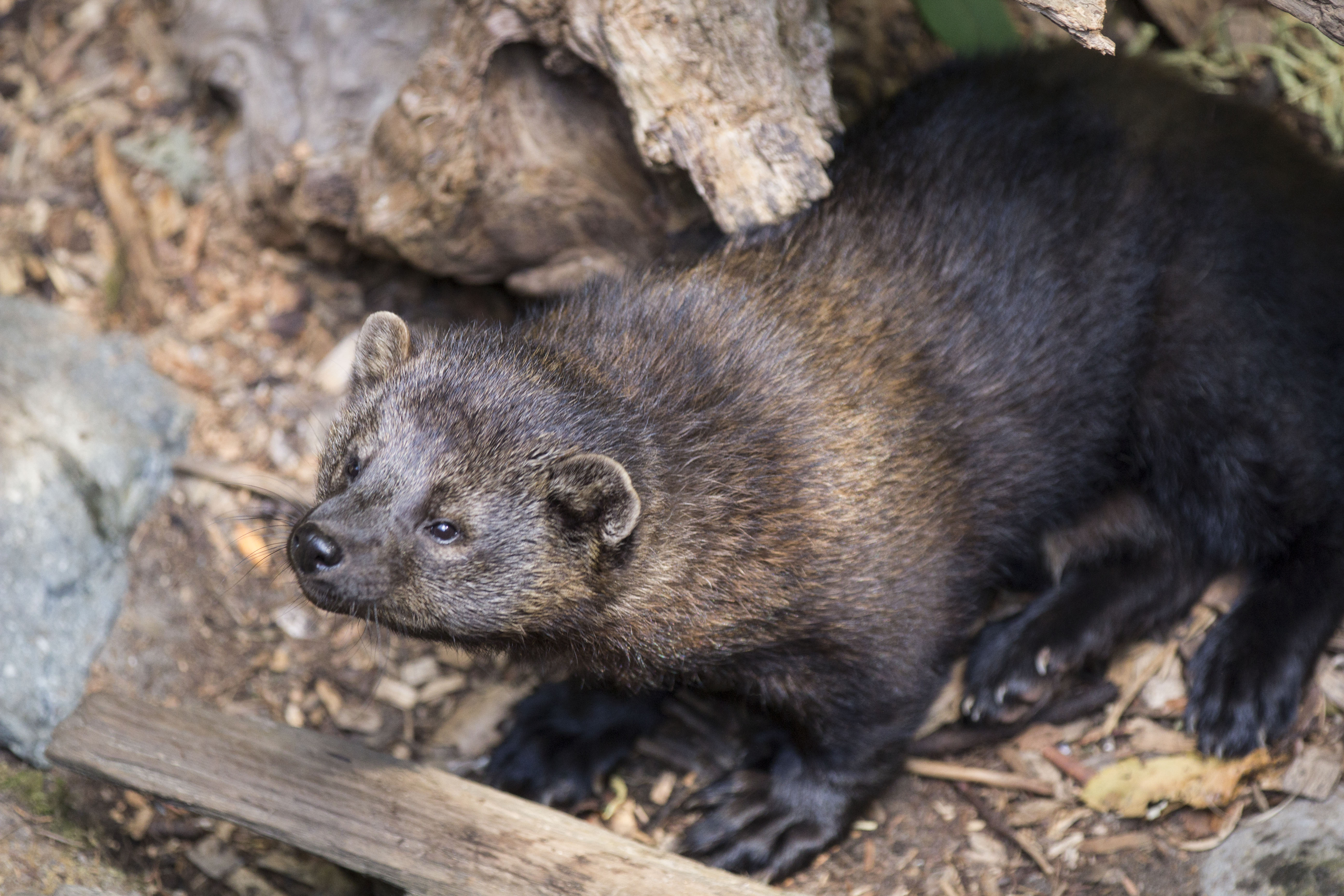
Fischermarder
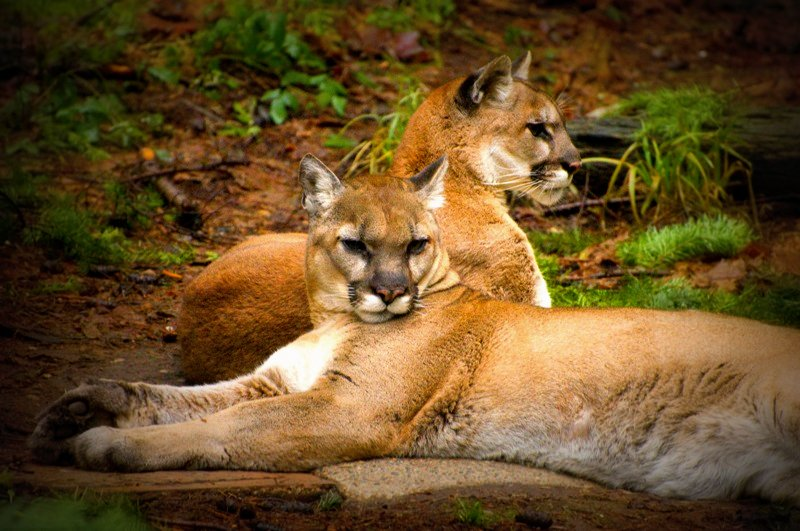
Pumas